# Municipio de Sheridan (condado de Holt)
El municipio de Sheridan (en inglés, Sheridan Township) es un municipio del condado de Holt, Nebraska, Estados Unidos. Tiene una población estimada, a mediados de 2022, de 165 habitantes.
Abarca una zona exclusivamente rural.

## Geografía
Está ubicado en las coordenadas 42°26′40″N 98°57′39″O / 42.44444, -98.96083. Según la Oficina del Censo de los Estados Unidos, tiene una superficie total de 207.95 km², de los cuales 207.91 km² corresponden a tierra firme y 0.04 km² están cubiertos de agua.

## Demografía
Según el censo de 2020, en ese momento había 170 personas residiendo en la zona. La densidad de población era de 0.82 hab./km². El 98.2 % de los habitantes eran blancos, el 0.6 % era asiático y el 1.2 % eran de una mezcla de razas. No había hispanos o latinos viviendo en la región.